# لئونبرگر
لئونبرگر (به آلمانی: Leonberger)، نام یکی از نژادهای سگ است که خاستگاه آن به آلمان بازمی‌گردد.